# لانس بريغز
لانس بريغز (بالإنجليزية: Lance Briggs)‏ هو لاعب كرة قدم أمريكية أمريكي، ولد في 12 نوفمبر 1980 في ساكرامنتو في الولايات المتحدة.

## وصلات خارجية
- لانس بريغز على موقع مرجع كرة القدم المحترفة.كوم (الإنجليزية)